# 全国围棋段位赛
全国围棋段位赛，由中国国家体育总局棋牌运动管理中心主办，每年举行一次，分为定段赛和升段赛。

## 1987年全国围棋段位赛
1987年全国围棋段位赛于6月10日至25日在湖北省武汉市武昌造船厂举行。有132名有正式段位的运动员参加了升段赛，共赛12轮；49名无正式段位的运动员参加了定段赛，赛制为11轮积分编排加淘汰。共有32人在本次比赛中升段，另有10人定为初段。
定段名单：
 傅利、任宏宇、郝明霞、李亮、余平、王惠（又名王慧）、吴凯军、黎春华、林焕彬、熊雨沛。

## 1988年全国围棋段位赛
1988年全国围棋段位赛于6月12日至25日在北京首都钢铁公司举行。有121人参加了升段赛，76人参加了附设的定段赛。本次比赛总计有38人升段，其中芮迺伟在第一轮比赛后即升为九段，成为世界上第一位女子九段棋手。另有16人定为职业初段。
定段名单：
赵栋、赵文东、沈兴、王存、帅迎春、许书祥、周鹤洋、刘钧、孙志刚、施洲、刘轶一、周杰、李晨硕、高又彤、梁志敏、简莹(中国香港)。

## 1989年全国围棋段位赛
定段名单：
姜磊、叶桂、吴祺、韩晔、牛歌、史鸿奕、闵娜、杨爽、于恪强、张启、许鑫、朱业明、代颖辉、管一昕、梁雅娣、李莹、王磊、王东亮、罗洗河、刘帆、彭小峰、任康

## 1990年全国围棋段位赛
1990年全国围棋段位赛于6月15日至28日在宁波举行。共有121人参加了升段赛，99人参加了定段赛。有32人在比赛中升段，20人定为职业初段。
定段名单：
杭天鹏、顾平、高峰、王程、韩刚、何旭光、张雷、许莽、李君凯、刘涛、袁卫红、刘青琳、李海鸥、朱松力、祝励立、金生煜、钱春雷、董彦、梁雪东、章文华。

## 1991年全国围棋段位赛
定段名单：
付斌芳、李凡、杜宇峰、叶锦锦、朱毅、荆上、张文跃、朱阿逸、黄明磊、李云生、王一飞、崔前进、黎剑、唐兢、夏衔誉(中華民國)

## 1992年全国围棋段位赛
1992年全国围棋段位赛于6月29日至7月12日在哈尔滨举行。共有126名棋手参加升段赛，116名棋手参加定段赛。有29人在比赛中升段，有11人定为职业初段。
定段名单：
李永刚、刘世振、王蕊、邹俊杰、丁伟、林朝华、张英挺、王治国、陈为、王昊、林雪芬。

## 1993年全国围棋段位赛
定段名单：
沈学文、周波、龚世运、胡耀宇、李魁、陈倩薇、汪洋、褚飞、周俊勋(中華民國)

## 1994年全国围棋段位赛
定段名单：
仇丹云、王垚、张森、孙丹、黄奕中、孔杰、林锋、王凡

## 1995年全国围棋段位赛
定段名单：
谢赫、邱峻、郭北雅、丁明、许顿、刘星、古力

## 1996年全国围棋段位赛
定段名单：
李华嵩、杨一、彭荃、牛雨田、刘熙、李昂、冯伟、韩恂、樊麾、苏甦、王隽、史金帛

## 1997年全国围棋段位赛
定段名单：
陈佳、尹廓、王檄、郑岩、李劼、王斌、孙远、岳亮、刘禹欣、张学斌、曹恒梃

## 1998年全国围棋段位赛
定段名单：
张伟（后改名为张伟金）、张东岳、赵兴华、张蛟、胡磊、潘峰、李康、唐莉、薛磊、景石、李轶、王雷

## 1999年全国围棋段位赛
定段名单：
张旻、崔宁、赵哲伦、边志文、孙明杰、岳嵩、孟繁雄、朴文垚、赵守洵、杨潜、杨硕、于飞、田舟、黄佳、卢笛、郑策、于璇、吴锴、张祺、曹宏宇

## 2000年全国围棋段位赛
定段名单：
刘元博、殷鉴、梁博超、陈耀烨、汪慧、田野、周振宇、刘曦、孙湛博、张维、张斐斐、朱剑舜、马笑冰、赵子冀、梁春晨、付冲、毛佳君、曹呈（后改名为曹又尹）、胡文松、王骥、孟昭玉、李喆

## 2001年全国围棋段位赛
定段名单：

男子: 吴振宇，吴麒，孙梦厦，张立，郭天瑞，晏宁，王宏伟，丁烈，陈潇南，崔灿，潘文君，尹航，孟泰龄，周逵，钟文靖，王昊洋，陶忻，甘思阳。

女子: 张瑞，鲁佳。

## 2002年全国围棋段位赛
定段名单：

男子：古灵益、毛睿龙、柁嘉熹、王幼侠、张亚博、郭明鑫（后改名为郭闻潮）、许斐然、涂清、周睿羊、孟磊、贾小宇、杨冬、庄园、黄晨、李嘉麒、金靖。

女子：贾倩、唐奕、杨梓、范蔚菁。

## 2003年全国围棋段位赛
定段名单：

男子：朱元豪、蓝天、白光源、韩晗、黄贲、佟禹林、陶汉文、时越、陈栋如、滕程、栾秋成、董亦沛、桂文波、王鹭、徐金阳、邬光亚。

女子：李天竹、马清清、李莹、陈盈。

## 2004年全国围棋段位赛
定段名单：

男子：檀啸、许振宇、娄玺（后改名为娄洛宁）、秦悦欣、陈博雅、罗德隆、张涛、彭立峣、李东阳、吴树浩、胡帅、朱仁坤、蒋天棋、胡跃峰、严欢、孙力、王异新、刘云龙。

女子：王倪乔、蔡碧涵。

## 2005年全国围棋段位赛
定段名单：

男子：江维杰、张策、郑淼鑫、孙腾宇、张强、王迦南、汪涛、潘非、魏子翔、韦明瑞、唐嘉隆、张驰、武珺、方昊、杨啸天、陈德龙、张昊、李聪。

女子：李赫、谢少博。

## 2006年全国围棋段位赛
定段名单：

男子：蒋辰中，王玮，廖行文，陶欣然，刘彤，唐韦星，王硕，耿文彬，袁泽，李祝，蒋蔚，金磊，李豪杰，吴天，马如龙，张宏杰，曹潇阳，李乐。

女子：王晨星，宋容慧。

## 2007年全国围棋段位赛
定段名单：

男子：王裕子、祁立鹤、连笑、蔡竞、陈阳、单子腾、刘宇、崔博东、何鑫、周贺玺、王晨帆、李铭、李章元、安冬旭、戎毅、党毅飞、芈昱廷、张超。

女子：殷明明，王钧琦。

## 2008年全国围棋段位赛
定段名单：

男子：李轩豪、范廷钰、杜阳、王哲明、国宇征、童梦成、杨鼎新、吴梓天、陈浩、陈润韬、陈笑天、胡然闵、赵宝龙、张弢、秦驰远、柯洁。

女子：李小溪、黑嘉嘉。

## 2009年全国围棋段位赛
由绍兴市市委党校、绍兴市棋类协会承办。于2009年7月11日-30日在浙江省绍兴市举行。
日程
- 定段组预选赛：7月11日-14日
- 定段组本赛：7月17日-25日
- 升段组比赛：7月17日-30日

定段名单：

男子：张念祺、伍北轩、李钦诚、范蕴若、范希玉、杨一、张一鸣、邱金波、高宇、肖威、汪逸尘、李响、雷镇坤、魏强、郭信驿、蔡文驰、张家豪。

女子：陈一鸣、张越然、袁一田。

## 2010年全国围棋段位赛
定段名单：
- 男子：王彦皓、夏晨琨、黄云嵩、汤靖轩、杨楷文、韩一洲、刘津铭、辜梓豪、韦一博、白豫林、张瀚辰、石金昊、李东方、李勋政、康鹏、李翔宇、李威翰、卢天圣、李建宇
- 女子：潘阳、罗嘉琪、於之莹

## 2011年全国围棋段位赛
定段名单：
- 男子：胡子扬、黄昕、范胤、陈昱森、高恬亮、赵晨宇、刘兆哲、谢尔豪、田瑞祺、李修全、陈贤、余晰蒙、严在明、公彦宇、赵健男、焦士维、应一韬、季力立、崔超
- 女子：张佩佩、贾罡璐、王爽

## 2012年全国围棋段位赛
于2012年7月在浙江省宁波市举行

定段名单：
- 男子：舒一笑、丁世雄、李万鹏、郑胥、汪希如、陈梓健、马逸超、许嘉阳、郑宇航、王泽锦、曾志豪、孙启睿、宋子睿、陈正勋、朱骏寰、董明、胡钰函、郎杰、乔然、周元俊。
- 女子：高星、张子涵、郑鸿逸、许俭颖、陶然。

## 2013年全国围棋段位赛
于2013年7月在江苏省扬州市举行

定段名单：
- 男子：李维清、谢科、黄静远、谢傥、廖元赫、代智远、吴震宇、陈思源、何语涵、徐泽鑫、李必奇、陈文政、寇政岩、丁浩、张谦、蒋其润、陈玉侬、王伟、令狐嘉俊、冯昊
- 女子：汪雨博、杜岸树、李羿蓉、赵贯汝、李源鲲

## 2014年全国围棋段位赛
于2014年7月在江苏省无锡市举行

定段名单：
- 男子：吴昊、张紫良、潘昕伟、程宏昊、钱留儒、陈必森、王若然、沈沛然、张家尧、李成森、王子昂、薛冠华、王超、徐戈、徐进、万乐奇、王世一、陈亚峰、马光子、桑浩哲
- 女子：赵奕斐、袁亭昱、张天歌、陆敏全、战鹰

## 2015年全国围棋段位赛
于2015年7月在浙江省杭州市举行

定段名单：
- 男子：潘亭宇、赵俊哲、王音灵水、罗言、赵中暄、赵毓彩、唐吟啸、许嘉伟、程观、黄一鸣、王嘉宝、侯靖哲、陈旭东、屠晓宇、吴俊豪、许瀚文、潘伟健、柳琪峰、陈佳明、蒋佶豆
- 女子：周旋、王思尹、罗楚玥、周泓余、王嘉琪

## 2016年全国围棋段位赛
于2016年7月在浙江省衢州市举行

定段名单：
- 男子：王星昊、陈豪鑫、曹聪、石豫来、于浩然、鲁俊仁、杨润东、刘宇航、黄明宇、张俊哲、戴思远、肖琪、陈翰祺、何旸、尧潇童、蔡文鑫、朱明晟、陈玄、杨文铠、周玉川。
- 女子：尹渠、黄子萍、赵一方、孙冠群、刘慧玲。

## 2017年全国围棋段位赛
于2017年7月在广东省汕头市举行

定段名单：
- 男子：曾渊海、陈一纯、陈磊、张岐、刘云程、董堃、成家业、孙鹏宇、纪祥、尹松涛、陈镱夫、代耕宇、张泰毓、谷瑞泽、陈浩东、于富霖、李雨昂、范炳旭、王泽宇、李泽锐。
- 女子：李鑫怡、方若曦、谷宛珊、王倩钰、元杰、王梓莘、杨棋棋、唐嘉雯、柳思佳、文兆仪。

## 2018年全国围棋段位赛
于2018年8月在广西壮族自治区南宁市举行

定段赛和棋王赛一共产生44名新初段。
定段名单：

定段赛男子组：沙星宇、吕立言、金禹丞、王硕、郑载想、杨宗煜、骆焯凡、胡晓、郑子健、韩卓然、李昊潼、赵邦桥、张铭康、史记、王昊天、胡子豪、韩恩溢、张奕超、王竣啸、黄春棋。
定段赛女子组：吴依铭、储可儿、黄嘉怡、杭小童、周昱杉、高若环、金珊、丁明君、张馨月、董天怡。
棋王赛男子组：李泽豪、魏笑林、赵威、陈昊、程时骄、张浩伟、聂峰林、秦佳林、张子豪、薛宏哲。
棋王赛女子组：王祯、吕烁、邓歆懿、陈奕琳。

## 2019年全国围棋段位赛
于2019年8月在山东省日照市进行

一共产生37名新初段。
青少年男子组（20人）：杨霆轩、王春晖、李欣宸、解学斌、陈土力、成晓青、瞿鸣、胡振鹏、赵斐、王禹程、花畅、吕洵锋、汪文琪、汪鹏飞、邓威、刘睿智、杨戈、蔡李宸、王冕、周润民。
成年男子组（5人）：李元祺、于清泉、苏广悦、康锐、袁斯童。
青少年女子组（10人）：张梦瑶、李思璇、李雪萌、李小溪、汪美成、魏欣桐、毛彦新、于靖莹、陈蔓淇、徐晶琦。
成年女子组（2人）：高咏梅、姚佳慧。

## 2020年全国围棋段位赛
青少年男子组:
王楚轩、许一笛、于苏豪、刘汤颢、肖泽彬、丁以宸、胡世奇、叶长欣、曹振宇、张柏清、高逸典、于靖冬、刘若浩、朱彦臻、林子杰、唐天源、林家翾、李承泽、赵后金、张罗子辛
青少年女子组：
徐海哲、严惜蓦、冯盛敬悦、冯韵嘉、陈晨、周雨萱、丁柯文、秦思玥、任可
成人男子组：
张梦石、周恒逸、王天一、黄星灿
成人女子组：
严凯瑾

## 2021年全国围棋段位赛
2021年7月18日在杭州萧山战罢。
青少年男子组(20人)：张延頔、马靖原(提前定段)、任健铭、王文聪、杨智文、马帅、陈轶哲、邱禹然、韩瑾睿、王庆为、戴琪高、赵甫轩、万恩泽、张歆宇、赵亦康、吴俊毅、陈家瑞、何天予、李天元、仇孜林
青少年女子组(10人)：贾欣怡、祝菲鸿、曾楚典、张曦元、刘砚畅、潘天行、文兆京、邓伊伦、靳程、石知恩
成人男子组(5人)：李博韬、苏俊夫、张展鹏、周伟平、许重
成人女子组(1人)：孟咏梅

## 2022年全国围棋段位赛
于2022年7月11-19日在湖南株洲举行。
青少年男子组（20人）：李星彤（提前定段）、杨皓哲（提前定段）、尹成志、于佳步、韩墨阳、周子弈、郑岱松、田沐沐、涂季康、李崇德、张轩铭、黄思源、段博尧、王若宇、黄邱铉、张何源、叶子涵、麻长皓、胡斯予、邰柏堾
青少年女子组（10人）：严古韵琪、邓佑嘉、王一如、谢梓萌、桂诗云、陈心飏、严子莹、董欣怡、鑫天悦、殷嘉悦
成人男子组（5人）：刘华丰、孙平安、隋泽翔、聂雨轩、鲁毅
成人女子组（1人）：艾欣楠